# Plationus felicitas
Plationus felicitas är en hjuldjursart som först beskrevs av Wulfert 1956.  Plationus felicitas ingår i släktet Plationus och familjen Brachionidae. Inga underarter finns listade i Catalogue of Life.